# GMC・サバーバン
サバーバン（Suburban ）は、GMCが販売していた自動車である。

## 初代（1937年-1940年）
1937年に発表された。

## 2代目（1940年-1946年）
1940年に発表された。

## 3代目（1946年-1954年）
1946年に発表された。

## 4代目（1954年-1959年）
1954年に発表された。

## 5代目（1959年-1966年）
1959年に発表された。

## 6代目（1966年-1972年）
1966年に発表された。

## 7代目（1972年-1991年）
1972年に発表された。1983年、1989年にマイナーチェンジ。

## 8代目（1991年-1999年）
1991年に発表された。1996年マイナーチェンジ、後期型へ移行。
| サブスタブ | この項目は、まだ閲覧者の調べものの参照としては役立たない、書きかけの項目です。この項目を加筆・訂正などしてくださる協力者を求めています。このテンプレートは分野別のサブスタブテンプレートやスタブテンプレート（Wikipedia:分野別のスタブテンプレート参照）に変更することが望まれています。 |